# Odysseus
Odysseus (řecky Ὀδυσσεύς) je hrdina řecké mytologie a jako Ulixes (později i Ulysses) vystupuje též v mytologii římské. Tvoří ústřední postavu Homérova eposu Odysseia, která vypráví o jeho desetiletém bloudění na cestě domů z trojské války, vyhrané díky Odysseovu nápadu s trójským koněm.
Odysseus byl synem hrdiny Láerta, proto též nazývaný Láertiadés (Λαερτιάδης), a jeho manželky Antikleie. Odysseus byl králem Ithaky, manželem Pénelopy a otcem Télemachovým. Podle Homéra znamená jeho jméno „syn bolesti“, ale jeho význam se dá odvodit také z řeckého ὁδηγός (hodégos, vůdce, ten, který ukazuje cestu); nebo „bolest“ ve významu „toho, co činí citovou a / nebo fyzickou bolest jiným či sám sobě“.

## Trojská válka
Hlavní článek: Ilias.
Odysseus byl jednou z hlavních achájských postav Trojské války. Dalšími účastníky boje byli polobůh Achilleus, mykénský král Agamemnón, spartský král Meneláos, král Pylu Nestór, Velký Aiás a Malý Aiás, rek Diomédes a lukostřelec Teukros.
Odysseův stan byl postaven přímo na shromaždišti mužů, hned vedle vrchního velitele. Přivedl k Tróji sice jen dvanáct lodí, avšak patřil mezi nejváženější vůdce: převyšoval všechny ostatní moudrostí a důvtipem, což je ve válce vlastnost neméně užitečná než hrdinství. Na pole cti a slávy se mu ostatně příliš nechtělo: krátce před vypuknutím války se oženil s krásnou Pénelopou, která ho obdařila synkem Télemachem. Když ho přišli povolat, začal simulovat šílenství: zapřáhl do pluhu vola, zoral pole a oséval ho solí. Na tento trik mu však brzy přišli. Rek Palamédés mu položil před spřežení malého Télemacha, zabaleného v plenkách, a Odysseus samozřejmě zastavil. Tím prozradil, že má všech pět pohromadě – a měl je po celou dobu války. Byl nejlepším rádcem vrchního velitele a jeho prozíravosti se rovnala jen jeho odvaha, která mu vynesla titul „bořitel měst“. Byl to velmi zdatný muž.
Na trójské pláni vzplála strašná bitva. Trójský princ Hektór tam čekal se svými kopiníky, aby sklál každého, kdo se zbraní vstoupí na trójskou půdu. Řekové váhali, protože podle věštby měl první, který se dotkne země, první též padnout. Když Odysseus viděl, že tahle věštba může zmařit vyloďovací manévr, vyhodil na břeh svůj štít a obratně na něj skočil. Mladý Prótesiláos, který nejvíc ze všech hořel po hrdinských činech, spatřil Odyssea na břehu a vyskočil za ním. Dotkl se země – a vtom ho probodl Hektór svým kopím. Pak se však Achajci s divokým křikem vyřítili na břeh a začala krvavá řež.
Achilleus se desátého roku nezúčastnil žádného z bojů a měl k tomu důvod: urazil ho samotný král Agamemnón. Aiás a Odysseus přichází, aby Achillovi jeho hněv rozmluvili, protože podle věštby Trója nikdy nepadne, pokud Achilleus nebude válčit v achájských řadách. Bohužel ani jejich rozmluva nepřinesla žádané ovoce.
Pouze po smrti svého přítele Patrokla, kterého zabil Hektór, dal Achilleus svolat muže na shromáždiště a před tváří všech nabídl králi smír. Nato se připravil k boji, ve kterém Hektóra zabil. Za několik měsíců zabil Achillea lučištník Paris. Po smrti ležel Achilleus dlouho před trójskou hradbou, dokud se neodvážil mocný Aiás s Odysseovou pomocí odvléci jeho tělo do bezpečí. Při pohřebních slavnostech byli pak oba vyznamenáni čestným místem, ale jen jednomu z nich měla připadnout Achillova výzbroj. Vznikl z toho spor, který skončil tragicky – Aiantovou smrtí.
Odysseus se také odhodlal uloupit palladium (sochu Pallas Athény) ve spolupráci s Diomédem, protože věřil, že chytrost kombinovaná se silou má v podobných případech největší naději na úspěch. Aby ho Trójané nepoznali, zohavil si tvář ranami bičem, oblékl se do hadrů jako žebrák a vloudil se východní branou do Tróje. Diomédes zas předstíral mrzáka s ohavnou nemocí. Po zalidněných ulicích, na nichž byli žebráci a mrzáci častým zjevem, dostali se nepozorovaně na hrad, vnikli do Athénina chrámu a pod pláštěm noci nevelkou dřevěnou sošku unesli.
Tento skvělý úspěch, který právě tak zvýšil bojovou morálku Achajců, jako otřásl duchem Trójanů, nebyl však jediný, jehož Odysseus po Achillově smrti dosáhl. Už před touto dobrodružnou výpravou se jednou odplížil do trójského tábora na výzvědy a přinesl mnohem cennější zprávu.
Příslušník fóckého oddílu Epeios, stavitel lodí a dovedný umělec, postavil na Odysseův návrh obrovského dřevěného koně. Břicho mu zhotovil jako trup velkého korábu a žebra kol dokola pobil jedlovými fošnami, nohy mu udělal vyšší než žebřík. Do temných útrob koně se pak skryl Achillův syn Neoptolemos, lučištník Filoktétés, spartský král Menelaos, velitel Kréťanů Ídomeneus, silný Diomédes, malý Aiás a kromě jiných reků Epeios a také Odysseus. Když Achajci pevně zavřeli otvor, kterým vstoupili do koně, vydal král Agamemnón rozkaz spustit lodě na moře a opustit Tróju.
Když byl kůň přivlečen do Tróje, Odysseus a Meneláos se z něj spustili nejdříve a napadli dům prince Deífoba, který v té době sdílel stejné lože se slavnou Helenou (Paris již dříve padl v boji). Mykénský král Agamemnón si vzal zpět co mu patřilo, zatímco ostatní Řekové naprosto zpustošili Tróju a zabili při tom celou rodinu krále Priama, včetně Hektorova syna Astyanakta. Za jeden z nejstrašnějších činů je považováno znásilnění trójské princezny, věštkyně Kassandry, na kterém se podílel malý Aiás, syn Oílea, krále v Lokridě. Tento nechutný akt pobouřil bohyni Athénu i proto, že Kassandra byla její vyznavačkou. Odysseus proto z ochranných důvodů nařídil, aby Řekové ukamenovali Aianta, ale k tomu již nedošlo. Athéna nakonec plná hněvu seslala na všechny silnou bouři, která válečné vítěze buď potopila, nebo je nechala několik let bloudit po světě.

## Cesta do rodné Ithaky
Hlavní článek: Odyssea.
Když se blížilo desáté výročí pádu svaté Tróje, byli už všichni Achájové, kteří vyvázli z války, dávno ve své vlasti. Jen jeden z nich se ještě nevracel a ani nepřišla zpráva, že by zahynul. Byl to ithacký král Odysseus.

### Země Kikonů
Odysseus vyplul z Tróje šťastně, ale protože si znepřátelil boha Poseidona, byl zahnán i se svými dvanácti loděmi k zemi Kikonů. Zde je potkalo první neštěstí, které si ale způsobil sám. Na radu svého přítele napadl místní město Ismaros a vyloupil je. Zatímco jeho vojsko oslavovalo vítězství, přihnali se Kikónové z celé země, aby se pomstili. Když se po bitvě dostaly lodě opět na moře, na každé chybělo šest vojáků.

### Lótofágové
U mysu Maleje, na samém jihu achajské země, přepadla Odyssea a jeho posádku bouře a vítr je zahnal daleko na jihozápad, k pustému ostrovu. Na tomto místě žili Lótofágové, kteří se živili kořeny sladkého lotosu. Kdo jednou okusil tento pokrm, nechtěl už nic jiného jíst a ani opustit ostrov. Když Odysseus vyslal své tři muže na výzvědy, musel použít násilí, aby je dostal zpět na lodě, a svázal je v podpalubí, aby se nevrhli do moře a neplavali zpět na ostrov.

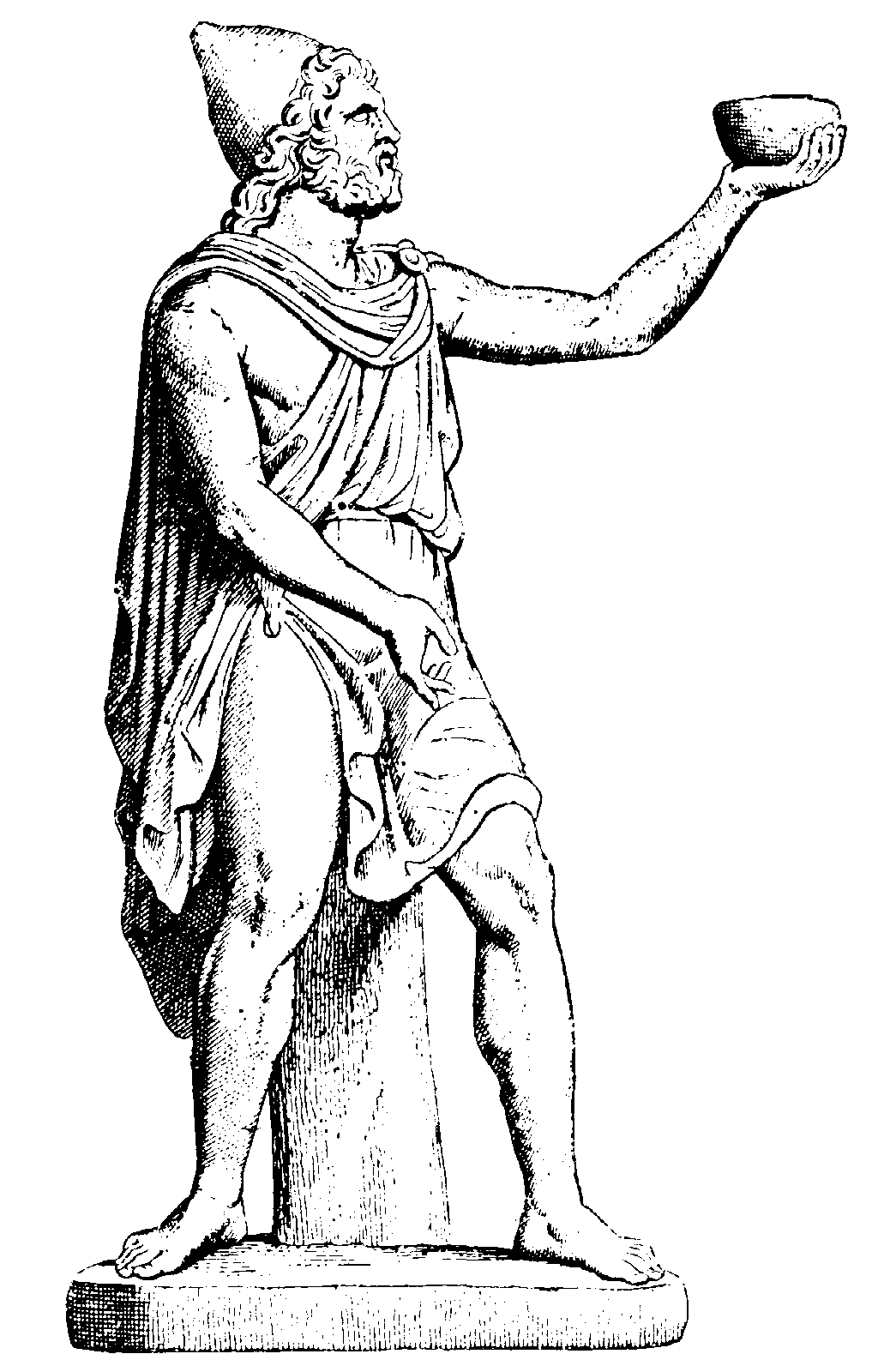
Odysseus nabízí víno kyklópům

### Ostrov Kyklopů
Další ostrov, na který se podařilo Odysseovi a jeho mužům proniknout, byl ostrov Kyklopů, ukrutných obrů se strašnou silou a pouze s jedním okem uprostřed čela. Kyklopové neznali právních řádů ani měst, a bydleli v jeskyních na horách. Zvídavý Odysseus se ke své škodě vypravil prozkoumat tento ostrov. Dorazil až k jeskyni na vysoké hoře a když do ní vešel, přál si vyčkat příchodu jejích obyvatel.
K jeho překvapení obýval jeskyni jednooký kyklop Polyfémos, syn boha moře Poseidóna, který po objevu nepozvaných hostů zavalil východ jeskyně obrovským balvanem. Nato se posilnil několika Odysseovými muži, a protože to všechny vyděsilo, začal Odysseus přemýšlet, jak z této nebezpečné situace vyváznout.
Protože proti síle pomůže jedině lest, připravil Odysseus Polyfémovi silné víno, které obr naráz vypil. Na důkaz sympatie chtěl Polyfémos znát Odysseovo jméno, aby věděl, že ho má sníst posledního. „Nikdo, Kyklope! Nikdo mi říkají lidé!“ obelstil jej Odysseus. Hned jak obr usnul, Odysseus a jeho muži připravili rozžhavený kyj, který spícímu Polyfémovi vrazili přímo do jeho jediného oka. Obr strašně zařval a ostatní kyklópové mu přiběhli na pomoc. Odysseova prozíravost je však ujistila, že Polyfémos je jen starý blázen, protože „Nikdo mě vraždí!“ jde jen stěží pochopit.
Ráno odsunul Polyfémos balvan, aby vypustil kozy a ovce, každou však ohmatal, aby zjistil, jestli se mezi nimi neukrývají jeho trapiči. Odysseovi i s posádkou se podařilo uniknout ven přivázáni pod břichy silných beranů, tam, kde obr dobytek neohmatával.
Když se dostali na loď, Odysseus si neodpustil, aby na obra nezavolal své skutečné jméno. Protože nevěděl, že Polyfémos je synem boha moří Poseidóna, nemohl tušit, že tento čin přivolá jen další hněv bohů a bloudění. Bůh moře Poseidón vyslyšel naříkání svého oslepeného syna a požádal svého bratra, olympského vládce bohů Dia, aby mu nebránil v pomstě. Odysseus mohl jen děkovat bohům, že nedopřáli lidem znát předem svůj osud.
Tento příběh se stal Euripidovi motivem pro jeho satirickou hru „Kyklópové“.

### Král Aiolos
Když Odysseus pokračoval ve své plavbě po slaných vodách směrem na východ, narazil na nejpodivnější ostrov, jaký kdy člověk spatřil. Tento ostrov plul na širém moři, byl obklopen měděnou hradbou a sídlil na něm král Aiolos – bůh větrů.
Král přijal celou posádku velmi přátelsky a hostil ji celý měsíc ve svém paláci odměnou za
vyprávění o trójské válce a achajském loďstvu. Když se Odysseus rozhodl odplout, Aiolos mu dal na cestu nezvyklý dar: měch z kůže devítiletého vola, ve kterém uvěznil všechny nepříznivé větry, které by mu mohly zabraňovat v návratu na rodnou Ithaku.
Dva lidé z posádky však se cítili dotčeni, že se na ně z daru nic nedostalo, a v domnění, že v pytli je nějaké zlato, otevřeli měch a uvězněné vichry vypustili. Nato se strhla ohromná bouře, která celou posádku opět zahnala na otevřené moře. Po vyčasení se vrátili lodě zpět do království Aiola, ale král jim už nechtěl nikterak pomoci. „Kdo dokáže obrátit proti sobě přátelský dar, nemá v co doufat – jistě je odporný bohům.“ S kletbami vyhnal pak král Achajce na bezvětrné moře.

### Laistrygónové
Po několika dnech přistál Odysseus i s posádkou v zemi Laistrygónů, strašných lidožroutů a obrů podobných gigantům, které bohové svrhli pro vzpouru do hlubin země. Posla, kterého Odysseus poslal k jejich králi, král prostě nabodl na rožeň a připravil si jej k jídlu. Laistrygónové pak bez vyhlášení války přepadli lodě, rozbili je velkými kameny a muže nabodli na trojzubé harpuny. Takto zahynula posádka jedenácti lodí, zachránila se jen loď Odysseova, která kotvila v zátoce u strmé skály.

### Kouzelnice Kirké
Šest set čtyřicet dva mužů vyplulo kdysi z Odysseova království ke břehům Tróje, nyní se jich už jen šestačtyřicet vracelo s nadějí, že spatří břehy své vlasti. Moře je však doneslo nikoliv na Ithaku, ale k ostrovu Aiaia, kde sídlila kouzelnice Kirké, dcera boha slunce Hélia.
Když přistáli na břehu, Kirké změnila vojáky, kteří se vydali prozkoumat ostrov, v špinavé vepře. Odysseus se vydal za Kirké, a protože jeho odhodlanost se líbila bohu Hermovi, daroval mu bylinu, která rušila Kirčina kouzla. Kirké pak slíbila Odysseovi, že mu neuškodí a že zůstane-li u ní po dobu jednoho roku, vrátí mu svobodu a jeho druhům lidskou podobu. Odysseus souhlasil a Kirké dostála slovu. Neměli se na ostrově špatně, ale byli rádi, když nadešel čas, kdy už mohl Odysseus žádat, aby je propustila.
Kirké předpověděla hrdinovi, že nepůjde domů po rovných mořských drahách, ale že musí podniknout pouť do říše Hádovy. Pak seslala lodi příznivý vítr, který Odyssea přivezl na daleký sever, do země Kimmeriů, nad níž nikdy nesvítí slunce.
Podle dalších zdrojů měla kouzelnice Kirké a Odysseus spolu 3 děti jménem: Télegonos, Argius a Latinus.

### Cesta do podsvětí
Když Odysseus doplul do země Kimmeriů, našel tam vysokou skálu, do které padají vody do podsvětní řeky Acherontu. U jejího vchodu pak vyryl mečem hlubokou jámu a nalil do ní krev obětních zvířat. K té se pak začaly slétat duše zemřelých; přiletěla i duše Teiresiova a předpověděla mu, že se na Ithaku vrátí i proti vůli boha Poseidóna, bude však muset překonat ještě mnoho překážek.
Nejdřív musel proplout kolem ostrova plného létajících kostí rozsápaných plavců. Když viděli velký příboj a slyšeli obrovský rachot, věděli, že se přiblížili k mořské úžině, na jejíž jedné straně číhala nestvůra Skylla, na straně druhé pak strašný vír Charybda. Když pak pluli kolem Skylly, uchopil Odysseus kopí, aby ji bodl. Nespatřil ji však, ale zjevila se mu Charybdis, chrlící zpěněnou vodu. Při zápase ztratil šest svých mužů, kteří zmizeli v chřtánu obludy.

### Heliovy ovce
Když už si Odysseus myslel, že unikl všem zlým nástrahám, spatřil Heliův ostrov Thrínakie, jemuž se Kirké doporučovala vyhnout. I když Odysseus posádce doporučil, aby cestovali dál, všichni se vzepřeli. Během jejich pobytu na ostrově stihl Poseidón připravit bouři, kvůli které nemohli hned odplout. Protože je tížil hlad, vyčkali, až Odysseus usne, a i přes jeho zákazy se vypravili zabít několik krav. Stažené kůže však začaly lézt a maso na rožních bučelo jako živý dobytek. Hélios to spatřil ze svého nebeského vozu, hrozně se rozhněval a požádal samého boha Dia o pomoc.
Když potom Odysseus vyplul na širé moře, rozpoutal Zeus takovou bouři, že se loď převrhla a všichni provinilci zmizeli v moři. Jenom Odysseus, který boha neurazil, se zachránil na úlomku stěžně. Na něm pak znovu proplul mezi Skyllou a Charybdou a po devítidenní plavbě bez jídla a vody ho vlny zahnaly k břehům ostrova Ógygie, na němž bydlela nymfa Kalypsó.

### Kalypsó

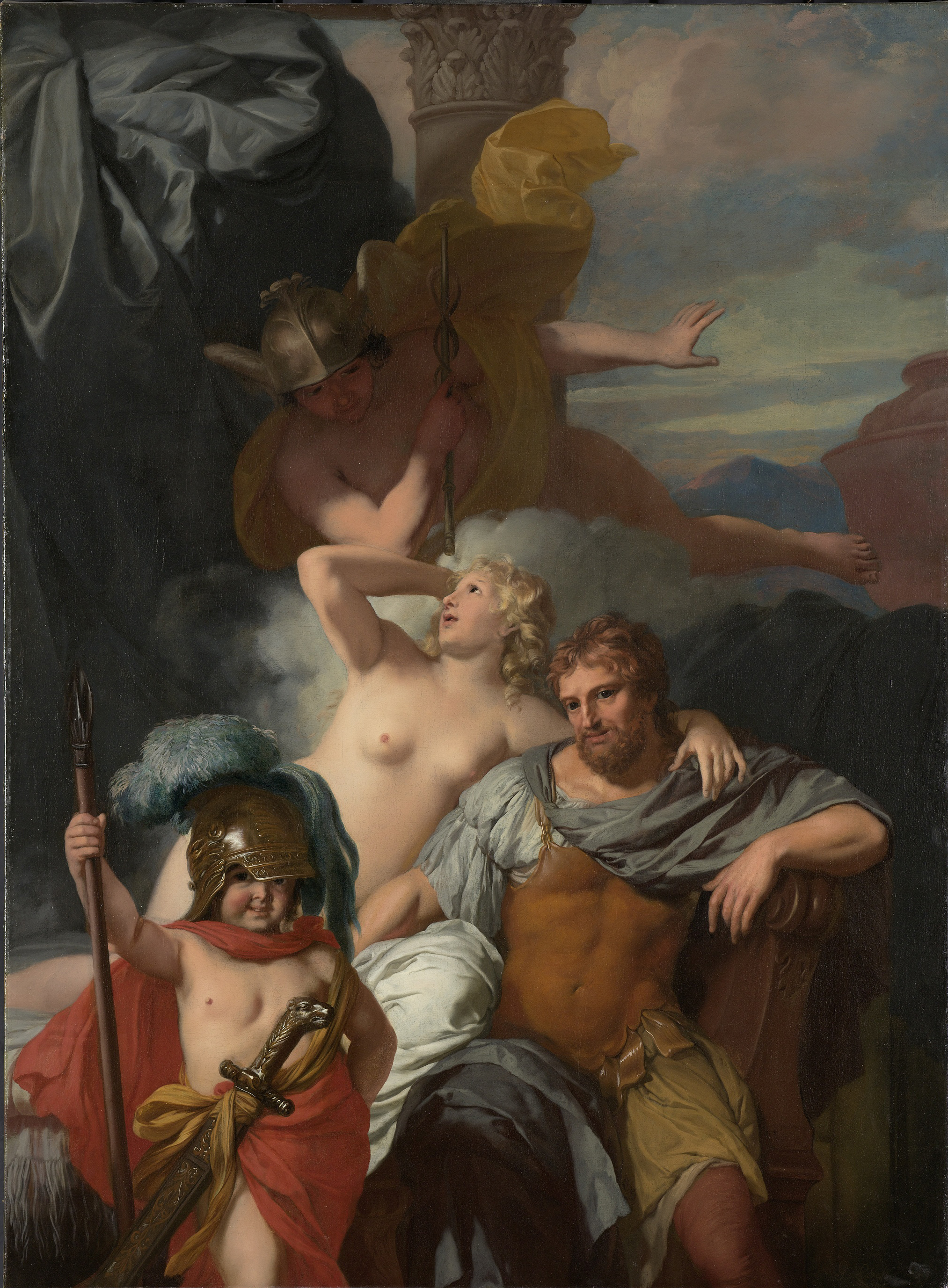
Gérard de Lairesse: Merkur přikazuje Kalypsó aby propustila Odyssea, mezi 1676 a 1682

Když Odysseus pobýval na ostrově Ógyie, na němž bydlela nymfa Kalypsó, stal se z nich milostný pár. Kalypsó odmítala Odyssea pustit zpět a slíbila mu nesmrtelnost, pokud by zůstal. Na přímluvu bohyně Athény u samotného Dia seslal vládce bohů posla Herma, aby Kalypsó nařídil Odyssea hned propustit. Odysseus si zbudoval vor a osmnáct dní plul mořem, až spatřil zemi. Pak se však Poseidón znovu rozzuřil a ze starého hněvu mu vor svým trojzubcem rozbil. Následně Odysseus plul na kládě rozbouřeným mořem a třetího dne dosáhl břehu. Úplným vyčerpáním se svalil na břeh a usnul.

### Země krále Alkinóa
Odysseus spal vyčerpán na břehu, když tu ho probudily výkřiky dívek z družiny princezny Nausiky, která sem přišla prát prádlo. Odysseus užasle pohlédl na její krásu. Nausikáa byla dcerou královny Áréty, a krále Alkinoa, vládce země Fajáků. Uvedla ho do otcova paláce a král pak dal uspořádat na Odysseovu počest hostinu. Na důkaz přátelství ho nakonec obdaroval velkými dary a umožnil mu návrat zpět do Ithaky.

## Další příběhy
Odysseus je jednou z nejčastěji opěvovaných postav západní literatury. Mnoho spisovatelů a dalších umělců rádi interpretují jeho postavu a činy různými způsoby.

### Starověk
Podle jiných starověkých zdrojů měl Odysseus kromě syna Télemacha i jiné potomky. Mezi ně patří například:
s Kirké: Télegonos, Ardeás
s Kalypsó nebo Kirké: Nausinoús nebo Nausitoo
s Kalidices: Polipétes
Díky tomuto rodopisu můžeme Odyssea pojit se založením mnohých italských měst v dávné historii.
V 5. století př. n. l. byly Athény jedním z nejpopulárnějších míst antického divadla. Trojská válka byla obvyklým námětem tragédií, ve kterých přímo či nepřímo vystupovala postava Odyssea. Hry byly psány učenci jako byl Aischylos, Sofoklés a Euripidés.
Odysseus (Ulysses) také vystupuje v básni Aeneis, kterou napsal Vergilius. Podle ní měl Odysseus připlout zpět k ostrovu Kyklopů potom, co si uvědomil, že tam zapomněl jednoho člena ze své posádky. Odysseus se zde projevuje jako typický Řek – je vychytralý, ale hříšný, a samozřejmě škodolibý a požitkářský.
Ovidius se soustřeďuje převážně na Odysseovy cesty a jeho romantická vzplanutí s kouzelnicí Kirké a nymfou Kalypsó.

### Novodobé
Odysseus se vyskytuje v těchto dílech:
- Ulisse – italská filmová adaptace klasického Homérova eposu Odyssea, v titulní roli Kirk Douglas,1954.
- Dante Alighieri: Božská komedie – Peklo: 26. zpěv (báseň), Překlady do češtiny: František Doucha, Jaroslav Vrchlický, Karel Vrátný, Otto František Babler
- Geoffrey Chaucer: Trolius a Kressida, Překlad do češtiny není znám.
- William Shakespeare: Troilus a Kressida Překlad: např. Jiří Josek, Praha: Dilia, 1986; anglicko-české vydání: Praha: Romeo, 2002, ISBN 80-86573-01-X
- Alfred Tennyson: Ulysses (báseň), Překlad do češtiny: Jaroslav Vrchlický. Anglická verze básně
- James Joyce: Odysseus (román), Překlady do češtiny: Ladislav Vymětal, Jarmila Fastrová, Aloys Skoumal
- Nikos Kazantzakis: Odysseus (epos), třetí verzi napsal v Čechách.
- Eyvind Johnson: Břehy a příboj (román), Překlady do češtiny: Josef Vohryzek

- DiC Enterteinment: Ulysses 31 (animace) je japonsko-francouzská animace z roku 1981, která přenáší řeckou a římskou mytologii o Odysseovi do 31. století. Seriál má 26 půlhodinových dílů. Překlad do češtiny není znám.
- Odysseus (The Odyssey),1997, Dvoudílná televizní minisérie vychází z dávného Homérova eposu o muži, který musel překonat mnoho životních překážek na své strastiplné cestě, aby se po dvacetiletém odloučení vrátil ke své milované Penelopé. V titulní roli Armand Assante, réžie: Andrej Končalovskij.
- Bratříčku, kde jsi? (O Brother Where Art Thou?), americký film režiséra Joela Coena, 2000 – novodobé pojetí, hlavní hrdina Odysseus.
- Ensemble studios: Age of Mythology, počítačová hra, 2002.

### Jiné kultury
Podobný příběh existuje i v indické mytologii pod jmény Nala a Rama.

### Klasické zdroje k Odysseovi
- Homér: Ilias
- Homér: Odysseia
- Sofoklés: Filoktétés
- Sofoklés: Aiás
- Euripidés : Kyklopi
- Euripidés: Hecuba
- Anonym: Rhesus
- Apollodorus: Bibliotheke III, 8
- Apollodorus: Epitome III, 7; V, 6-22; VII, 1-40
- Ovidius: Metamorphoses (Proměny) XIII, 1-398